# Arroyo de Veco
Arroyo de Veco är ett periodiskt vattendrag i Chile.   Det ligger i regionen Región de Tarapacá, i den norra delen av landet, 1 600 km norr om huvudstaden Santiago de Chile. Arroyo de Veco ligger vid sjön Laguna Parinacota.
Omgivningarna runt Arroyo de Veco är i huvudsak ett öppet busklandskap. Trakten runt Arroyo de Veco är nära nog obefolkad, med mindre än två invånare per kvadratkilometer.